# Fengning
Fengning (en chino, 丰宁; pinyin, Fēngníng) es un condado autónomo bajo la administración directa de la ciudad-prefectura de Chengde. Se ubica en la provincia de Hebei, este de la República Popular China. Su área es de 8738 km² y su población total para 2010 superó los 350 mil habitantes. 

## Administración
El condado autónomo de Fengning se divide en 27 pueblos que se administran en 1 subdistrito, 10 poblados, 15 villas y 1 villa autónoma.

## Toponimia
El condado se fundó durante el año 43 (1778) del emperador Qianlong  de la dinastía Qing y su nombre dado por el emperador significa '(lugar) de abundancia y bienestar' (丰阜康宁 Fēng fùkāng níng), debido a que en el condado se encuentra un lugar conocido por sus manantiales y sus vastos pastizales fértiles.
Como las otras regiones autónomas, se caracteriza por estar asociada a un grupo étnico minoritario, en este caso, los manchú. La región recibió la condición de "autónomo" cuando se estableció el Condado autónomo manchú de Fengning el 24 de abril de 1987

## Historia
El 2 de diciembre de 1986, el Consejo de Estado aprobó la abolición del condado de Fengning y el establecimiento del condado autónomo manchú de Fengning. El 24 de abril de 1987, se estableció formalmente como condado autónomo. 
Hay 13 grupos étnicos en el condado que representan el 77,2% de la población total, y los manchú representa el 68,5% de toda la población étnica.